# 열병합

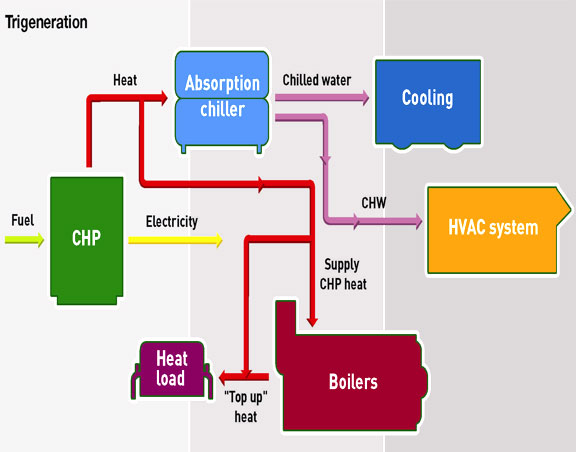
열병합 방식의 기본 구조

열병합(熱倂合)은 다수의 열원에서 발생하는 열을 사업자가 일괄적으로 합산하여 각 사용자에게 전달하는 냉난방방식의 일종이다. 주로 관공서, 병원, 백화점, 상업용 빌딩이나 업무용 빌딩, 오피스텔, 대규모 택지지구나 최소 300~500세대 이상의 개별 공동주택 단지들을 중심으로 쓰는 난방 방식이며, 종래의 도시가스나 LPG를 쓰고 있는 개별난방이나 중앙 난방 대비 비용이 저렴하며 유지보수가 쉽고, 열의 매개체가 온수이기에 화재나 폭발위험으로부터 안전하다.

## 구조
과거 아파트 지하 보일러실에서 널리 쓰이고 있는 중앙난방처럼 대형 보일러의 열원을 메인 기기로 써서 열교환기를 통해 각 동의 위층으로 올라가서 따뜻하게 사용되는 구조로 보이고 있으나, 온수나 난방 공급은 물론 전기 및 냉방 생산에도 도움이 되는 특징이 있다.

## 단점
대규모 열원시설과 이 열원에서 발생되는 중온수를 각 가정에 이송시키기위한 배관공사 등 초기 공사 부담금이 중앙난방, 개별난방에 비해 높은편이다.
고시지역이외에는 사실상 지역난방을 도입하기 불가능하며, 고시지역이라도 신도시 개발사업이나 대규모 아파트단지 공사 외에는 지역난방을 수용하여 사용하기가 힘들다.
고시지역 내에선 개별난방 이용이 제도적으로 금지되어 있다.

## 지역 난방 공급 업체 현황
- 한국지역난방공사
- 서울에너지공사 (서울 양천구, 노원구 일대)
- GS파워 (안양, 부천, 인천 부평구, 계양구 일대)
- 인천종합에너지 (송도국제도시 일대)
- 인천공항에너지 (영종도 공항 신도시 일대)
- 청라에너지 (청라국제도시 일대)

## 같이 보기
- 카르노사이클
- 지역 난방
- 발전 (전기)
- 산업 가스
- 랭킨 사이클
- 스털링 기관
- 흡수 냉동기
- 보일러